# Paradise Lost (album de Symphony X)
Pour les articles homonymes, voir Paradise Lost.
Albums de Symphony X
The Odyssey
(2002) Iconoclast
(2011)
Paradise Lost est le septième album studio du groupe américain de metal progressif Symphony X, sorti en 2007. Il est inspiré du poème épique de John Milton Le Paradis perdu.

## Sortie
La sortie de l'album a été différée plusieurs fois, passant de fin 2006 au 26 juin 2007[réf. nécessaire].
Paradise Lost est également sorti avec un son 5.1.

## Liste des titres
1. Oculus Ex Inferni (2:34)
2. Set the World on Fire (5:55)
3. Domination (6:29)
4. Serpent's Kiss (5:03)
5. Paradise Lost (6:32)
6. Eve of Seduction (5:04)
7. The Walls of Babylon (8:16)
8. Seven (7:01)
9. The Sacrifice (4:49)
10. Revelation (Divus Pennae Ex Tragoedia) (9:17)

## Personnel
- Russell Allen - Chant
- Michael Romeo - Guitares
- Michael Pinnella - Claviers
- Michael Lepond - Basse
- Jason Rullo - Batterie